# Elizabeth Eastlake
Elizabeth Eastlake, född Elizabeth Rigby 17 november 1809 i Norwich, död 2 oktober 1893 i London, var en brittisk konsthistoriker, konstkritiker och författare. Hon var skribent för bland annat The Quarterly Review. Eastlakes bok Five Great Painters från 1883 handlar om Leonardo da Vinci, Michelangelo, Tizian, Rafael och Albrecht Dürer.